# Barthélemy de Theux de Meylandt
Barthélemy-Théodore graaf de Theux de Meylandt (Sint-Truiden, 26 februari 1794 – Heusden, 21 augustus 1874) was een Belgisch staatsman, eerste minister en lid van het Nationaal Congres.

## Vroegste levensloop
De Theux de Meylandt was de jongste van vijf kinderen van ridder Joseph-Mathieu de Theux (1754-1825) en Marie-Antoinette de Wezeren (1767-1842).
Hijzelf was 46 toen hij in 1840 trouwde met de achttienjarige Aline du Parc (1822-1881). Ze kregen vier dochters en een zoon Albert, die trouwde maar geen nakomelingen had.
Het was in 1703 dat Arnould de Theux als eerste van de familie opname in de adelstand verkreeg, met de erfelijke titel van ridder van het Heilig Roomse Rijk. Barthélemy de Theux zelf werd, één maand voor zijn huwelijk, vereerd met een erfelijke grafelijke titel.
De Theux behaalde zijn diploma in de rechten aan de universiteit van Luik en vestigde zich als advocaat. Bevriend met Félix de Mérode en andere jonge edellieden, schreef hij zich in de lijn in van de volgelingen van Félicité de Lamennais, die een 'liberaal katholicisme' voorstonden. Hij begon politieke belangstelling te betonen en werkte mee aan het verspreiden in de provincies Luik en Limburg van petities die uiting gaven aan de grieven die bij de bevolking bestonden tegen het beleid dat door Willem I gevoerd werd. Hij was weldra gewonnen voor het unionisme, de samenwerking tussen katholieken en liberalen.

## Nationaal Congres
In oktober 1830 werd hij door de kiezers van het arrondissement Hasselt naar het Nationaal Congres gestuurd. Ook al was hij maar als plaatsvervanger verkozen, zetelde hij onmiddellijk, omdat de als effectief verkozen graaf Philippe d'Arschot Schoonhoven, verkoos de zetel in te nemen die hij in Brussel verworven had. Zodra de zittingen een aanvang namen, was het duidelijk dat de zeer actieve De Theux een hoofdrol zou spelen.
In de debatten nam hij steeds de meest wijze standpunten in, die het telkens haalden: de onafhankelijkheid van het land, de uitsluiting van de Nassaus, de grondwettelijke erfelijke monarchie, het twee-kamerstelsel enz. Hij was daarbij een groot aanhanger van het unionisme, en verdedigde van uit katholiek oogpunt de vrijheid van godsdienst en van onderwijs en de onafhankelijkheid van de clerus, en vanuit een liberaal standpunt de persvrijheid, de vrijheid van opinie en de vrijheid van vergaderen.
Hij had minder geluk als het om personen ging. Bij de eerste stemmingen voor een staatshoofd koos hij voor de hertog van Leuchtenberg en niet voor de hertog van Nemours omdat hij een te nauwe band met Frankrijk politiek niet verstandig vond. Uiteindelijk haalde hij toch wel gelijk, aangezien de Franse koning deze aanduiding van zijn zoon weigerde. Voor het regentschap koos De Theux voor zijn vriend Félix de Mérode, maar het was Surlet de Chokier, die in zijn ogen te francofiel was, die het haalde. Wel stemde hij met de meerderheid voor Leopold van Saksen Coburg en voor de aanvaarding van het Verdrag der XVIII Artikelen.
Het is een feit dat hij door zijn zeer beluisterde en goed gestructureerde en talrijke tussenkomsten, een van de leiders van het Nationaal Congres werd. Een tijdgenoot beschreef hem als volgt: Groot van gestalte, met een onbewogen gelaatsuitdrukking, altijd beheerst, eerder koud, bracht hij nooit passie in de debatten maar klaarheid door zijn trefzeker oordeel en zijn gezond verstand. Hij was niet echt een redenaar, maar maakte dit goed door zijn strenge logica en zijn superieur intellect. Hij ontroerde niet, maar overtuigde.

## Een kampioen van het unionisme

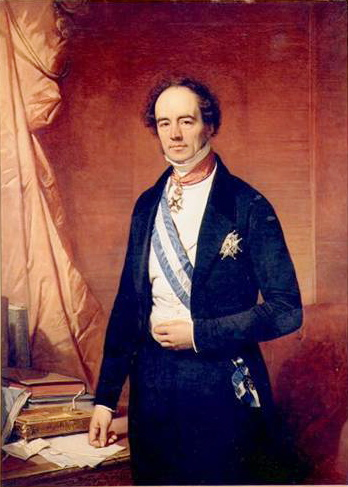
Portret van Barthélémy de Theux de Meylandt

Het was niet verwonderlijk dat de kiezers van Hasselt hem kozen voor het nieuwe parlement, waar hij méér dan veertig jaar zonder onderbreking zou in zetelen (1831-1874). Hij speelde er in de eerste paar jaar een belangrijke rol in het opstellen van de provinciewet en de gemeentewet.
Hij werd weldra opgemerkt door Leopold I die hem op 12 november 1831 deed zitting nemen in de regering-De Mûelenaere, waarin hij vanaf 21 november minister van Binnenlandse Zaken werd. In een unionistisch kabinet voelde hij zich volledig op zijn plaats. Het was tijdens deze eerste ministeriële functie dat De Theux op 21 maart 1832 het Koninklijk Besluit ondertekende dat de aanleg besliste van een spoorlijn van Antwerpen naar Visé.
Na de hoofdzakelijk liberale regering van Joseph Lebeau, Albert Goblet en Charles Rogier (oktober 1832 - augustus 1834) deed de koning beroep op De Theux, ondertussen de onbetwiste leider van de katholieke vertegenwoordigers geworden, om een regering te vormen. Het werd een unionistische regering, met katholieke en liberale ministers, die tot in april 1840 het land zou besturen. Enkele realisaties van die periode zijn te vermelden:
- de Wet van 27 september 1835 over het hoger onderwijs;
- de Wet van 29 december 1835 over de posterijen;
- de Gemeentewet van 30 maart 1836;
- de Provinciewet van 20 april 1836;
- de Wet van 15 mei 1838 betreffende de organisatie van de jury;
- de Wet van 24 mei 1838 betreffende de organisatie van het leger;
- de stichting van de Koninklijke Bibliotheek.

Vanaf 1836, na een meningsverschil met Felix de Mûelenaere, nam hij ook het departement Buitenlandse Zaken voor zijn rekening. Dit bracht hem in de frontlinie bij de dramatische tijd van toepassing van het Verdrag der XXIV Artikelen, wanneer eindelijk Willem I besliste dat hij er zich wilde bij neerleggen. De Theux kon de financiële lasten die aan België waren opgelegd verzachten maar over de gebiedsafstand was elke onderhandeling vergeefs. Een opgezweepte publieke opinie verstond niet dat de helft van Limburg en Luxemburg moest worden afgestaan. In de Kamer werd De Theux voor verrader uitgescholden, maar hij verloor zijn kalmte niet. Hij kon een meerderheid van de Kamerleden en senatoren overtuigen dat de aanvaarding de enige juiste weg was.
Deze goedkeuring betekende het einde van het unionisme. De Theux had voortaan af te rekenen met radicale katholieken en radicale liberalen die zijn gematigde politiek om tegenovergestelde redenen niet konden appreciëren. In maart 1840 werd zijn regering door de zaak van generaal Jacques Van der Smissen ten val gebracht.
In het jaar 1840 werd hij verheven tot de titel graaf, overdraagbaar op alle eventuele mannelijke afstammelingen.

## Leider van de katholieke vertegenwoordigers
De liberale regering-Lebeau die hem opvolgde hield het amper een jaar uit en De Theux was degene die de katholieke vertegenwoordigers en senatoren aanvoerde tegen hem. Vervolgens was het de liberaal Jean-Baptiste Nothomb die het vier jaar volhield met een unionistische regering. Hij werd gedurende enkele maanden opgevolgd door een andere gematigde liberaal, Sylvain Van de Weyer, met eveneens een unionistische regering. Die beide regeringen werden krachtig door De Theux gesteund.
Vooral tegenstellingen binnen de liberale groep maakten dat niemand zich vanuit die politieke familie beschikbaar stelde om de mislukte regering Van de Weyer op te volgen. De koning deed dan ook opnieuw beroep op De Theux, die opnieuw een homogeen katholiek kabinet op de been bracht, waarin hij werd bijgestaan door de rijzende ster van de katholieke groep, Jules Malou. Hij hield dit anderhalf jaar vol. In juni 1847 verwierven de liberalen de meerderheid in de Kamer en, met een korte uitzondering in 1855-57, zouden in de volgende drie en twintig jaar uitsluitend liberale regeringen het land besturen, onder Charles Rogier, Henri de Brouckère en Walthère Frère-Orban. In gans die periode was De Theux de onversaagde maar gematigde leider van de oppositie.
Op 14 juni 1870 behaalden de katholieken de meerderheid en vormde Jules d'Anethan, na de weigering van De Theux, een kabinet dat het echter maar anderhalf jaar volhield. Toen deed de koning opnieuw beroep op de 77-jarige De Theux, die het nu wel op zich nam een regering te vormen, opnieuw bijgestaan door Jules Malou. Het werd een homogeen katholieke regering die in het zadel bleef van einde 1871 tot juni 1878, ook nadat De Theux op 21 augustus 1874 was overleden en Malou voortaan alleen het kabinet leidde.
De dood van De Theux betekende het verdwijnen van een van de belangrijkste staatslieden tijdens de eerste decennia van het onafhankelijke België.

## Herdenking

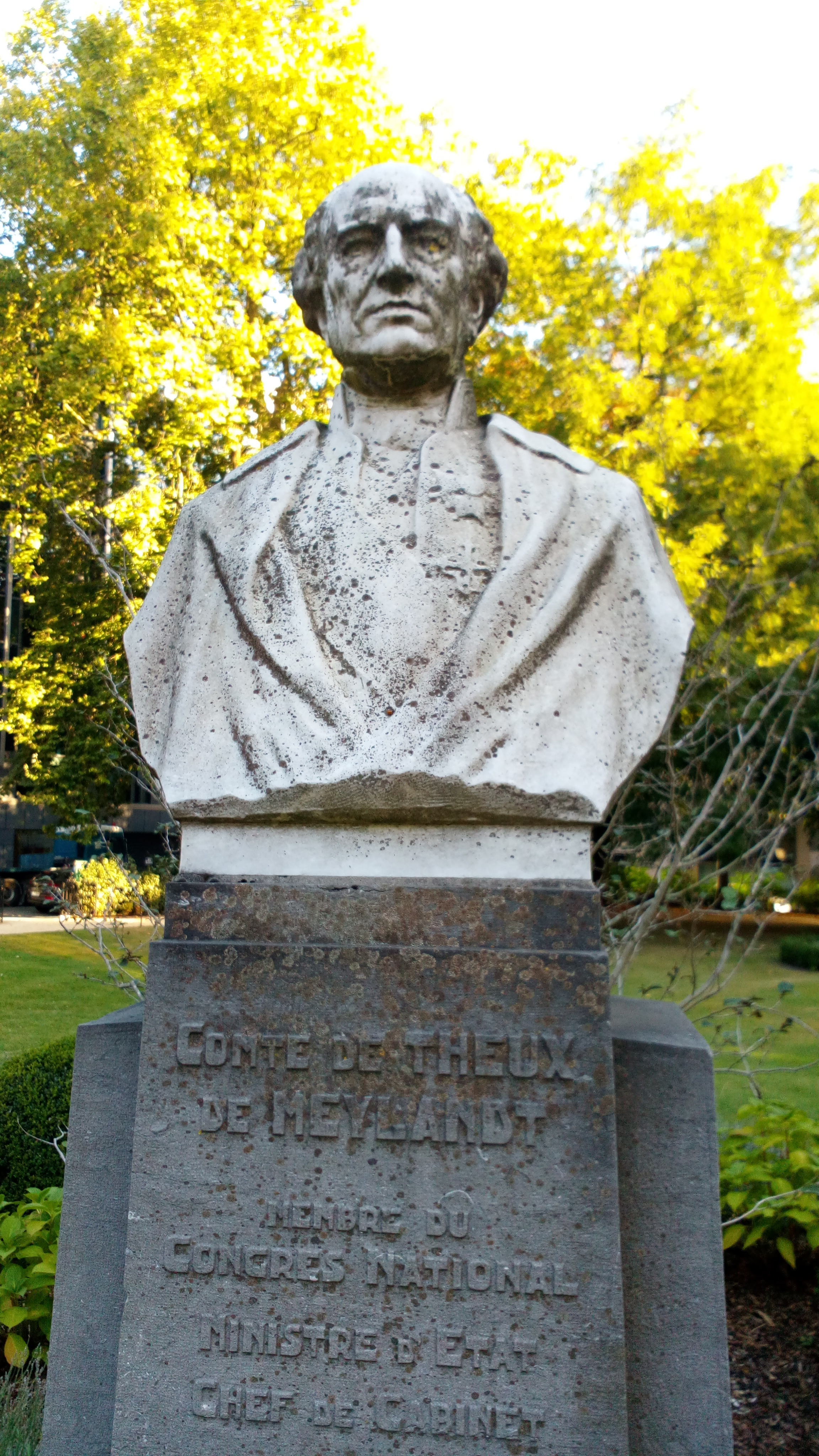
Borstbeeld van Barthélémy de Theux op de De Meeûs square (Brussel).

Een gedenkplaat op het Abdijplein in Sint-Truiden herdenkt dat Barthélémy de Theux in 1836 verordende dat diverse Belgische steden een meridiaanlijn moesten hebben opdat de burgers hun uurwerk konden gelijkstellen op 12 uur Brusselse tijd.
De opdracht om dit uit te voeren gaf hij aan Adolphe Quetelet, directeur van de sterrenwacht in Brussel.
Zie Meridiaanlijn Sint-Truiden
In Brussel kreeg hij een standbeeld in het park op de De Meeûssquare in de Leopoldwijk.